# The World ~X Japan Hatsu no Zensekai Best~
The World ~X Japan Hatsu no Zensekai Best~ (THE WORLD〜X JAPAN 初の全世界ベスト〜) è una raccolta di brani degli X Japan, pubblicata per la Warner Music nel 2014.
Oltre all'edizione regolare contenente due cd, è disponibile una versione limitata contenente un dvd con un trailer del tour tenuto dalla band tra il 2009 e il 2011 in Asia, USA ed Europa e un booklet di 60 pagine.

## Tracklist
CD I
1. Silent Jealousy - 7:20 (YOSHIKI - YOSHIKI)
2. Rusty Nail - 5:29 (YOSHIKI - YOSHIKI)
3. Scars - 5:06 (HIDE - HIDE)
4. Endless Rain - 6:36 (YOSHIKI - YOSHIKI)
5. Week End - 5:45 (YOSHIKI - YOSHIKI)
6. 紅 - 6:20 (YOSHIKI - YOSHIKI)
7. Forever Love - 8:38 (YOSHIKI - YOSHIKI)
8. Dahlia - 7:57 (YOSHIKI - YOSHIKI)
9. Amethyst (THE LAST LIVE~最後の夜~ LIVE VERSION) - 6:21 (YOSHIKI)
10. X (THE LAST LIVE~最後の夜~ LIVE VERSION) - 10:08 (YOSHIKI - YOSHIKI)
11. Without You (LIVE VERSION) - 8:34 (YOSHIKI - YOSHIKI)

CD II
1. Art of Life - 29:01 (YOSHIKI - YOSHIKI)